# 計算機工学
計算機工学（けいさんきこうがく、英: Computer Engineering）とは、コンピュータ技術に関わる工学である。現代のコンピュータで使用されているソフトウェアとハードウェアの要素の開発、設計、組み立て、実装および維持する科学および技術を扱う学問である。コンピュータ工学（コンピュータこうがく）とも呼ばれる。

## 概説
計算機科学と、電子工学などのコンピュータの実現に必要となる工学分野を組み合わせた学問分野である。たとえば、コンピュータの設計者は、ハードウェアやソフトウェアについての科学やそれらの統合に関しての他に、ある程度の電子工学などの知識を必要とする（さらには冷却などについても考える必要があるかもしれない）。従って、電子工学の中でも、いわゆる「弱電」を主とし、電気工学寄りな部分（いわゆる「強電」）や物理学的側面には、一般には重きを置かない（たとえばスーパーコンピューティングのための高速素子の研究など、例外もある）。計算機工学の中心はコンピュータの設計に関する部分であり、マイクロプロセッサからスーパーコンピュータまでの回路設計やシステム設計を含む。また、それだけでなくコンピュータシステムを様々なシステムに組み込む（組込みシステム）ことも計算機工学の一部である。例えば、自動車にはコンピュータやデジタル機器がいくつも搭載されている。
計算機工学に含まれるタスクとして、リアルタイムマイクロコントローラ向けの組込みソフトウェア開発、VLSIチップ設計、アナログセンサー関連、プリント基板設計、オペレーティングシステム設計などがある。ロボットはコンピュータと様々な電気的システムを活用するため、計算機工学者がロボット工学を研究することも多い。

### 学問としての位置づけ
歴史
アメリカで最初のコンピュータ工学の学科が設立されたのはケース・ウェスタン・リザーブ大学である（1971年）。2004年10月現在、アメリカ国内でコンピュータ工学のカリキュラムとして認められているところは170箇所である。
他の学問領域との関係
以下に見られる列挙からも分かる通り、コンピュータ科学ないし情報学のいくつかの分野とほぼ一致する。そのため、コンピュータ科学（ないし情報学）の1領域という扱いがされる場合も多い。なお、MITやバークレイなどこの分野で世界的に著名な大学のいくつかで、EECSとして電気電子工学とコンピュータ科学が密接な扱いとされている学科編成のことがある。日本の大学でも電子工学とコンピュータ科学に関する学科が一緒の場合もいくつか見られる（工学部であるため「〜工学科」という名前としなければならないためか、「コンピュータ科学」が名前に含まれないことも多い）。
各種コンピュータシステムを設計できる技術者は産業界でも需要があったため、世界的にも計算機工学の学士号を与える教育機関が増えた。計算機工学でも電子工学でも、カリキュラムにはデジタル回路設計とアナログ回路設計が含まれている。研究室や講座レベルで「計算機工学研究室」や「計算機工学講座」を名乗る場合や、専攻課程として「計算工学専攻」とされている場合もある。
（工学分野でも数学や科学の知識を身につけるのは当然ではあるが）計算機工学に特に関わる領域として以下のものがある:
- アルゴリズム
- コンピュータアーキテクチャ
- データベース
- 組み込みシステム
- ヒューマンマシンインタフェース
- オペレーティングシステム
- ソフトウェア工学
- 集積回路設計

電子工学と計算機工学の領域には、オーバーラップする部分も多い。